# Landsat 7
Landsat 7 es el séptimo de un grupo de satélites lanzados por Estados Unidos (ver Programa LandSat). Fue lanzado el 15 de abril de 1999. El objetivo principal del Landsat 7 es actualizar la base de datos de imágenes de todo el planeta Tierra sin nubes. Aunque el programa Landsat es controlado por la NASA, las imágenes recibidas por el Landsat 7 son procesadas por el Servicio Geológico de los Estados Unidos (USGS por sus siglas en inglés). Grandes áreas de la superficie terrestre obtenidas por este satélite, se muestran en servicios de mapas web como Google Maps, Google Earth, MSN Maps o Yahoo!. Cuando la gestión de imágenes generadas por el satélite regresa a las manos de la USGS (2008), todos los archivos de Landsat pasaron a estar disponibles en forma gratuita para quien desee obtener las imágenes.
 También está disponible para descargar el manual de usuario del satélite

## Especificaciones del satélite

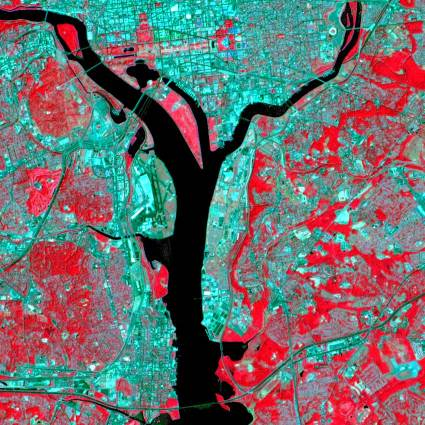
Imagen Landsat 7 de Washington D. C. con nitidez panorámica y color infrarrojo falso (resolución de 15 m)

Landsat 7 fue diseñado para que su vida útil fuese de 5 años, y tiene la capacidad de recolectar y transmitir hasta 532 imágenes por día. Se encuentra en una órbita heliosincrónica, lo cual significa que siempre pasa a la misma hora por un determinado lugar. Tiene visión de toda la superficie terrestre en un tiempo de 15 días, realizando 232 órbitas. El peso del satélite es de 1973 kilogramos, mide 4.04 metros de largo, y 2.74 metros en diámetro. A diferencia de sus antecesores, Landsat 7 posee una memoria sólida de 378 gigabytes capaces de almacenar alrededor de 100 imágenes o más. Tiene una resolución multiespectral de 30 metros y una resolución pancromática de 15 metros. Dispone de 8 bandas: Azul-verde, azul, rojo, verde, infrarrojo cercano(IRC), SWIR1, IRT, SWIR2 y PAN. El instrumento esencial a bordo del satélite es el Enhanced Thematic Mapper Plus (ETM+).
Las imágenes obtenidas por el satélite, a partir del año 2002, tienen una resolución espacial de 15 metros por píxel.